# Henryk Sawka
Henryk Sawka (ur. 9 lutego 1958 w Gryfinie) – polski rysownik, satyryk i ilustrator.

## Życiorys
Wychowywał się w Polesinach. Ukończył polonistykę. Debiutował w 1985 na łamach czasopisma „itd”.
Jest laureatem wyróżnienia Festiwalu Artystycznego Młodzieży Akademickiej FAMA'84 (stypendium artystyczne), Nagrody Młodych im. Stanisława Wyspiańskiego (1989), Złotej Szpilki (1992) i Nagrody Artystycznej Prezydenta Miasta Szczecina (1992). W 1995 roku zdobył Złoty Medal legnickiego Satyrykonu. Laureat Festiwalu Dobrego Humoru (2009). Został uhonorowany tytułem Ambasadora Szczecina 2002.
Wydał kilka książek ze swoimi rysunkami, m.in.: Boże, toś Polskę…! (1989), Wprost od Sawki (1992), Sawka większy niż życie (1995), The Best of Sawka (2008), Sceny z życia małżeńskiego (2009).
Był jurorem wielu konkursów i przeglądów kabaretowych, wśród nich Przeglądu Kabaretów PaKA w Krakowie. Hobbystycznie pisze skecze, parodie i trawestacje utworów literackich.

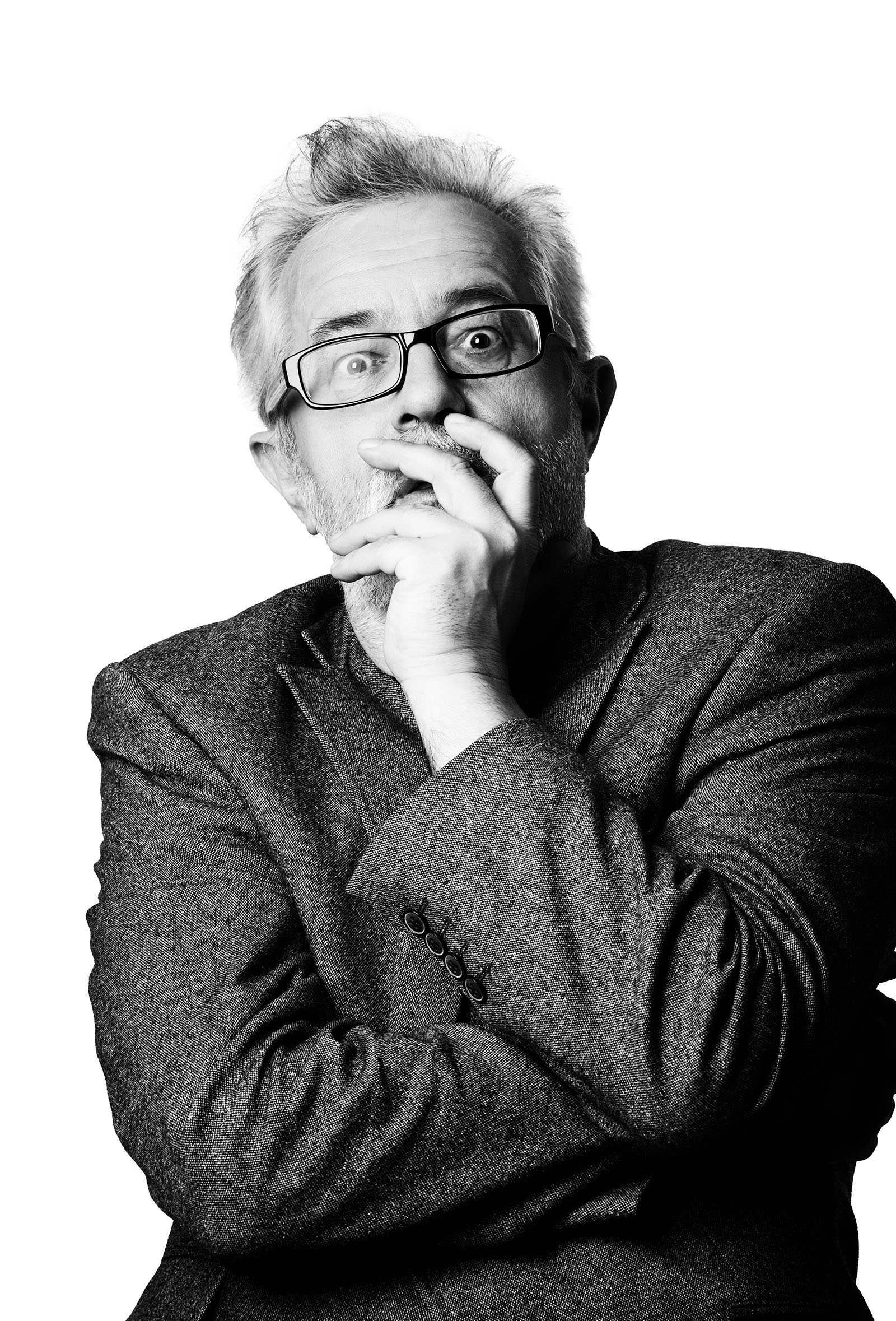
Henryk Sawka

Jego rysunki publikowały „Szpilki”, „Tygodnik Gdański”, „Kurier Szczeciński”, „Student”, „Nowy Medyk”, „Sztandar Młodych”, „Gazeta Krakowska”, „Dziennik Polski”, „Playboy”, „Polska the Times”, „Rzeczpospolita”, „Gazeta Wyborcza”, „Wprost”, „Newsweek Polska” i „Polskie Radio Szczecin”.
13 lipca 2012 o godzinie 13:13 została otwarta Galeria Henryka Sawki w Szczecinie, przy alei Wojska Polskiego 40.
Jest mężem witrażystki Ewy Sawki oraz ojcem Jakuba i Karoliny Sawki; ma brata Jerzego.

## Wyróżnienia
Tytuł Mistrza Mowy Polskiej 2024